# Аленија
Аленија (фр. Alénya) је насеље и општина у јужној Француској у региону Лангдок-Русијон, у департману Источни Пиринеји која припада префектури Перпињан.
По подацима из 2011. године у општини је живело 3208 становника, а густина насељености је износила 600,75 становника/km². Општина се простире на површини од 5,34 km². Налази се на средњој надморској висини од 5 метара (максималној 18 m, а минималној 3 m).

## Демографија
| 1962. | 1968. | 1975. | 1982. | 1990. | 1999. | 2006. | 2011. |
| ----- | ----- | ----- | ----- | ----- | ----- | ----- | ----- |
| 661   | 678   | 1.006 | 1.211 | 1.562 | 2.318 | 3.021 | 3.208 |

График промене броја становника у току последњих година